# Civiltà cajamarca
La civiltà Cajamarca si sviluppò nella parte settentrionale del Perù, nella regione ancora oggi chiamata Cajamarca dal 200 a.C. al 1300 d.C.
Il territorio di questa popolazione si estese dall'attuale regione di Amazonas, fino alle parti montagnose della regione de La Libertad e la parte settentrionale della regione di Ancash. Il centro di maggior influenza e sviluppo di questa civiltà fu la valle di Cajamarca.
Nel lungo periodo di esistenza di questa civiltà furono costruite diverse fortificazioni; questo suggerisce che questo popolo dovette affrontare diversi conflitti, causati probabilmente dalla crescita demografica.
I Cajamarca raggiunsero notevoli risultati nell'arte della ceramica, tanto che fu esportata in diversi luoghi, anche lontani dal territorio di influenza dei Cajamarca.